# Tanaecia vicrama
Tanaecia vicrama är en fjärilsart som beskrevs av Felder 1867. Tanaecia vicrama ingår i släktet Tanaecia och familjen praktfjärilar. Inga underarter finns listade i Catalogue of Life.